# Stephan Genz
Stephan Genz (né en 1973 à Erfurt) est un baryton allemand, réputé pour ses interprétations de lied. 

## Biographie
Pensionnaire du chœur de l'église Saint-Thomas de Leipzig dès l'âge de 7 ans, Stephan Genz devient ensuite l'élève de Hans Joachim Beyer, Elisabeth Schwarzkopf et Dietrich Fischer-Dieskau. 
En 1994, il reçoit plusieurs prix de concours internationaux, pour notamment des récitals de Brahms et de Hugo Wolf.
En 1998, il se voit attribuer le « Prix Brahms » de Schleswig-Holstein et en 2000, il est élu « Jeune Artiste de l’année » par les Critiques belges.
Le succès de son « recital-debut » au Wigmore Hall de Londres lui vaudra des invitations à Amsterdam (Concertgebouw), Francfort (Alte Oper), Cologne (Kölner Philharmonie), Bruxelles (Opéra Royal de la Monnaie), Paris (Chatelet, Champs-Elysées, Louvre), New York (Alice Tully Hall, Frick Collection, Rockefeller Center), Moscou, Hong Kong, Tokyo (City Opera, Oji Hall, Suntory Hall), Osaka, à la Schubertiade (Feldkirch, Hohenems, Schwarzenberg), au Edinburgh Festival, au Maggio Musicale Firenze, au Festival de Zermatt et plus encore.
Stephan Genz a réalisé une cinquantaine d’enregistrements dont nombreux ont été récompensés par des prix internationaux tels que le « Gramophone Award », le « Preis der Deutschen Schallplattenkritik », le « Timbre de Platine » ainsi que par plusieurs « Diapason d’Or ».
Depuis septembre 2012, Stephan Genz est professeur au Conservatoire national supérieur de musique et de danse de Paris où il enseigne le répertoire allemand.